# Челарево
Челарево (серб. Челарево) — село в Сербії, належить до общини Бачка-Паланка Південно-Бацького округу в багатоетнічному, автономному краю Воєводина.

## Населення
Населення села становить 5505 осіб (2002, перепис), з них:
- серби — 4396 — 81,06%;
- словаки — 462 — 8,51%;
- мадяри — 138 — 2,54%;
- югослави — 114 — 2,10%;

Решту жителів  — з десяток різних етносів, зокрема: македонці, румуни, німці і з десяток русинів-українців.